# نوکیا لومیا ۹۰۰

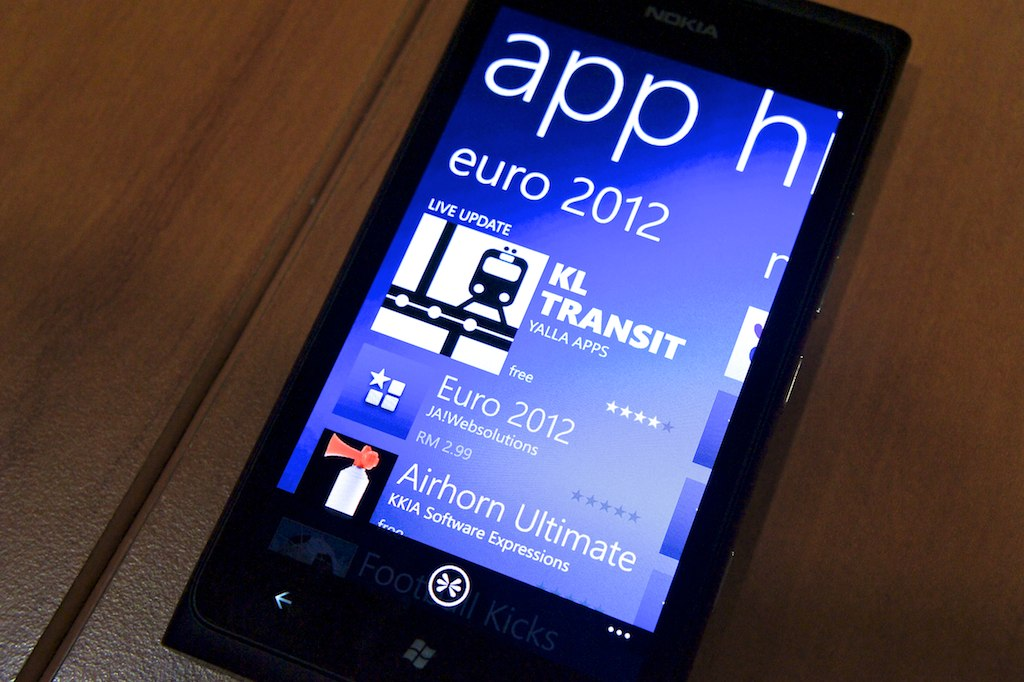
نوکیا

نوکیا لومیا ۹۰۰ (به انگلیسی: Nokia Lumia 900) یک تلفن هوشمند دارای سیستم‌عامل ویندوز فون است که در فوریه ۲۰۱۲، در کنگره جهانی موبایل از سوی شرکت نوکیا عرضه شد.

## سخت‌افزار
نمایشگر
نمایشگر نوکیا لومیا ۹۰۰ از نوع ای‌ام‌اوال‌ای‌دی (AMOLED) در اندازه ۴٬۳ اینچ، تفکیک‌پذیری ۴۸۰×۸۰۰ پیکسل و با قابلیت نمایش ۱۶ میلیون رنگ است.
پردازنده
پردازشگر این تلفن از نوع Snapdragon تک‌هسته‌ای با فرکانس ۱٬۴ گیگاهرتز به‌همراه تراشه گرافیکی آدرنو ۲۰۵ (Adreno 205) است.
دوربین
دوربین نوکیا لومیا ۹۰۰ دارای یک دوربین پشتی ۸ مگاپیکسلی با فوکوس اتوماتیک، فلاش ال‌ای‌دی و فیلمبرداری اچ‌دی ۷۲۰پی است. این تلفن از یک دوربین جلویی ۱٬۳ پیکسل نیز بهره‌مند است.